# Dipoena hasra
Dipoena hasra är en spindelart som beskrevs av Roberts 1983. Dipoena hasra ingår i släktet Dipoena och familjen klotspindlar.
Artens utbredningsområde är Aldabra. Inga underarter finns listade i Catalogue of Life.